# Microcharon latus
Microcharon latus is een pissebed uit de familie Lepidocharontidae. De wetenschappelijke naam van de soort is voor het eerst geldig gepubliceerd in 1934 door Karaman.